# Berghamns kapell
Berghamns kapell är ett kapell i Nora socken, Nora-Skogs församlingoch Härnösands stift. Kapellet ligger i Berghamns fiskeläge och är ett av Sveriges största fiskarkapell. 
Berghamns kapell uppfördes 1750 och byggdes ut på 1890-talet.